# 海野麻実
海野 麻実（うんの あさみ）は、日本のジャーナリスト。

## 経歴・人物
東京都出身。慶應義塾大学卒業。2005年フジテレビ入社。報道局社会部記者を経て、報道番組やドキュメンタリー番組などのディレクターを務める。
2013年に福島第一原子力発電所の作業員をテーマにした『1F作業員~福島第一原発を追った900日』を制作し、第22回FNSドキュメンタリー大賞にノミネートされる。
2016年にフジテレビを退社。シンガポールを経て、マレーシアを拠点にフリーで取材を続ける。